# Diego Armando Maradona
Diego Armando Maradona   (Lanús, 30 d'octubre de 1960 - Dique Luján, 25 de novembre de 2020) va ser jugador i entrenador de futbol argentí. És considerat un dels millors futbolistes de la història; va ser escollit com el «millor jugador del món» amb un 53,6% de vots, segons una enquesta per internet de la FIFA, la Fifa Internet Award, l'any 2000.
Va debutar a l'Argentinos Juniors el 1976. Després d'unes bones actuacions, va ser traspassat al Boca Juniors, club amb el qual el 1980 va guanyar un campionat. El 1981 va ser transferit al Futbol Club Barcelona; tot i haver demostrat ser un extraordinari futbolista, primer una hepatitis, i després una greu lesió al turmell causada per una dura entrada no van permetre que tingués la continuïtat desitjada. Els esdeveniments de la final de la copa de l'any 1984, pels quals va ser sancionat durant uns quants mesos, i altres factors combinats, van fer que fitxés pel SSC Napoli italià, equip que no havia guanyat cap torneig des de feia temps; allà Diego hi va fer una notable actuació i va contribuir al fet que el seu equip guanyés dos Scudettos i la Copa de la UEFA (1989), entre d'altres èxits. El 1991 deixà Itàlia per anar a jugar amb el Sevilla FC i el 1993 va retornar al futbol argentí, primer amb els Newell's Old Boys i, el 1995, un altre cop pel Boca Juniors, equip amb el qual es retirà com a jugador professional el 30 d'octubre de 1997.
Amb la selecció argentina va jugar quatre copes mundials de futbol: la d'Espanya 1982 (on van arribar als vuitens de final), Mèxic 1986 (on es van proclamar campions), Itàlia 1990 (on van ser subcampions) i Estats Units 1994 (on va disputar només dos partits). És el cinquè màxim golejador de la selecció argentina de futbol.
Com a entrenador va dirigir els equips argentins Mandiyú de Corrientes (1994) i Racing Club (1995).
Aquests èxits es van veure entelats pels seus problemes amb l'addicció a les drogues que van afectar tant la seva carrera futbolística (amb suspensions imposades per diverses federacions futbolístiques), com la seva salut. A més, es va veure involucrat en uns quants fets judicials de diversa naturalesa.
Va morir el 25 de novembre de 2020 a causa d'una aturada cardiorespiratòria.

## Carrera esportiva

### Inicis futbolístics (1969-1976)
Diego Maradona va néixer el 30 d'octubre de 1960 al Policlínico Evita de Lanús. Va ser el cinquè fill, i primer home, del matrimoni entre Diego Maradona i Dalma Salvadora Franc. Es va criar a Villa Fiorito, una vila misèria situada al sud del Gran Buenos Aires. Si bé va desenvolupar el seu joc en els potreros de Fiorito, el seu primer contacte amb el món del futbol es va produir el 1969, quan va fer la prova per entrar en les divisions inferiors del club Argentinos Juniors. Los Cebollitas era el nom de l'equip de la classe 1960, creat per Francisco Cornejo per disputar els torneigs Evita de l'any 1973 i 1974, ja que aquest no els volgué apuntar sota el nom de la institució; guanyà el segon el 1974 i guanyà el campionat de la vuitena divisió aquest mateix any. Els nois d'aquest planter van romandre amb Cornejo fins que van complir els 14 anys, edat en la qual Argentinos Júniors podia fitxar-los a l'Asociación del Fútbol Argentino.

### Primera Divisió i selecció argentina (1976-1981)
El seu debut a la Primera divisió argentina es va produir el 20 d'octubre de 1976 en un partit del Campionat Metropolità. El seu equip Argentinos Juniors va perdre davant el Club Atlético Talleres per 1-0. Va ingressar, amb la samarreta número 16, com a substitut de Rubén Aníbal Giacobetti en començar el segon temps. En la primera jugada que va participar va realitzar un túnel (regat per sota de les cames) a un adversari, entusiasmant a l'afició local. En referència a aquest dia, Maradona va dir: «vaig tocar el cel amb les mans». El mes següent, el 14 de novembre, va marcar el seu primer gol en un partit contra San Lorenzo de Mar del Plata. Aquella tarda convertiria un altre gol més, ambdós al porter Rubén Alberto Lucangioli.
El 27 de febrer de 1977, amb 16 anys, va debutar amb la selecció argentina en un amistós jugat a La Bombonera enfront de la selecció d'Hongria, reemplaçant Leopoldo Jacinto Luque. A més, el 3 d'abril va debutar en la selecció juvenil que va obtenir resultats dolents en el Sud-americà Juvenil disputat a Veneçuela aquell any. Malgrat haver jugat diversos partits per a la selecció durant aquest any, el 1978, César Luis Menotti no el va convocar per jugar el Mundial de 1978 a causa de la seva joventut. Maradona es trobava concentrat al costat d'altres 24 jugadors a un estadi de José C. Paz, utilitzat per l'Asociación del Fútbol Argentino com a lloc d'entrenament, quan el 19 de maig de 1978 Menotti li va comunicar que no anava a tenir-lo en compte per al mundial que es disputaria a l'Argentina. Després d'aquesta decepció, es va reintegrar al planter d'Argentinos que havia de jugar contra el Chacarita Juniors. En aquest partit va marcar dos gols i va donar dues assistències, que van servir per al triomf per 5-0 de l'equip de La Paternal. L'any 1977, Maradona va designar oficialment com el seu representant Jorge Cyterszpiller, qui l'havia representat fins aleshores però sense que els unís cap relació contractual.
Després del Mundial de 1978, on Argentina va guanyar la seva primera Copa, Menotti va començar a preparar els juvenils per al Mundial que es jugaria l'any següent al Japó. Per a això va organitzar diversos amistosos amb la selecció juvenil, i va convocar a diversos d'aquests jugadors, entre els quals es trobava Maradona, per a jugar a la selecció absoluta. El seu primer gol amb la selecció absoluta el va marcar el 2 de juny de 1979 enfront d'Escòcia a Glasgow, on Argentina va vèncer el local per 3-1. La selecció es va classificar per al Mundial al costat d'Uruguai i Paraguai, en el Sud-americà Juvenil disputat a Montevideo.
El 26 d'agost de 1979 va ser el debut del seleccionat en el Mundial Juvenil, contra Indonèsia, que va acabar amb el triomf dels argentins per 5-0. Li van seguir dos triomfs que els van permetre guanyar el grup: 1-0, el 28 d'agost, enfront de Iugoslàvia i 4-1 enfront de la selecció polonesa el dia 30. La selecció albiceleste es va classificar per la final després de guanyar els quarts de final a Algèria per 5-0, partit en el qual no va jugar Maradona, i a l'Uruguai per 2-0 a les semifinals. La final es va disputar el 7 de setembre a Tòquio enfront de la Unió Soviètica, finalitzant amb un triomf argentí per 3-1. Maradona havia convertit un dels gols i va ser escollit el millor jugador del torneig.
Jugant amb la samarreta d'Argentinos Juniors, es va consagrar com a màxim golejador dels torneigs Metropolità 1978, Metropolità i Nacional 1979 i Metropolità i Nacional 1980. Això li va atorgar un rècord en el futbol argentí; és l'únic jugador que ha aconseguit consagrar-se golejador del torneig en cinc oportunitats. A més Argentinos va aconseguir el segon lloc al Metropolità de 1980, el guanyador del qual va ser River Plate.

### Boca Juniors i el seu primer Mundial (1981 - 1982)

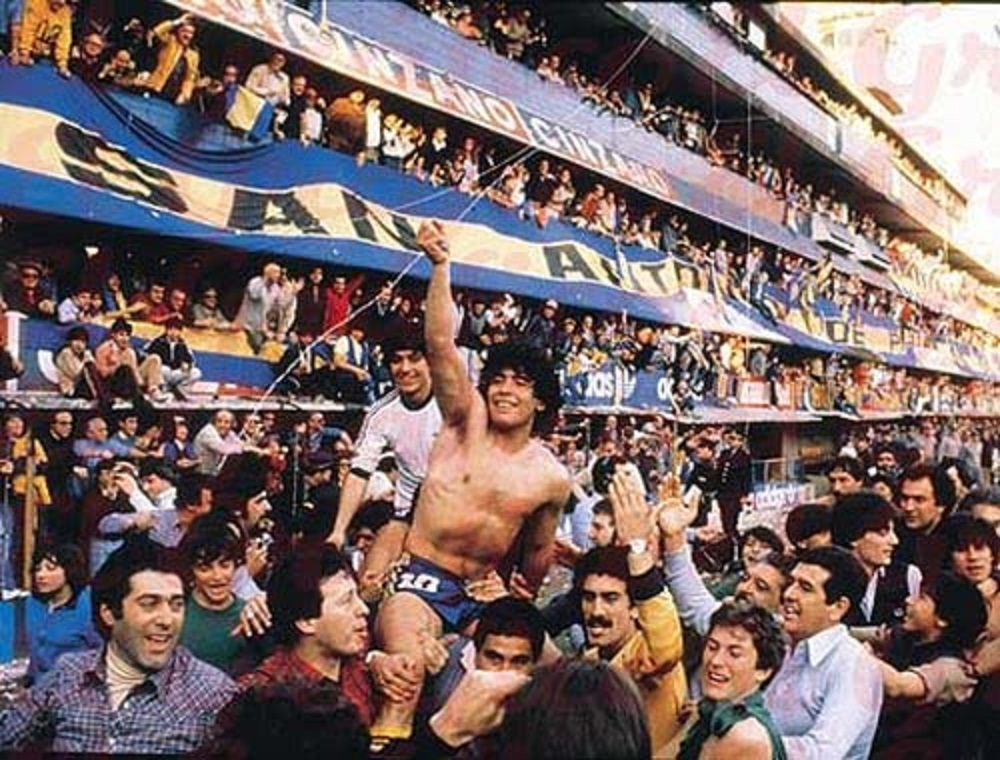
Maradona, durant la celebració de l'obtenció del Torneo Metropolitano de 1981.

Encara que Maradona ja havia rebut anteriorment ofertes per jugar en altres clubs, el 1981 es trobava decidit a abandonar Argentinos Juniors. L'oferta més important l'havia realitzat el River Plate, qui, a més, li oferia guanyar els mateixos diners que el jugador millor pagat del club, Ubaldo Fillol. No obstant això, Maradona volia ser transferit al Boca Juniors, un club que passava per una dolenta situació econòmica i no es trobava en condicions de pagar el traspàs. Finalment va ser cedit a préstec per un any i mig al Boca, club que es reservava l'opció de compra.
El contracte es va signar el 20 de febrer i va debutar l'endemà passat, novament enfront del Club Atlético Talleres. A diferència del seu debut amb Argentinos, aquesta vegada es va rescabalar i, amb dos gols seus, Boca va superar al seu rival per 4-1. Maradona va jugar aquest partit «infiltrat», ja que durant l'últim entrenament amb Argentinos havia sofert una molèstia muscular a la seva cama dreta. No obstant això, va continuar jugant fins que el 8 de març se li va detectar un petit esquinç, que el va allunyar dels estadis fins al 29 d'aquell mes. Dies després de la seva recuperació, el 10 d'abril, va jugar el seu primer superclàssic enfront del River, a La Bombonera. El partit es va disputar una nit plujosa i va acabar amb el triomf de Boca per 3-0, amb dos gols de Miguel Ángel Brindisi i un de gran qualitat de Maradona, que va deixar assegut a Fillol i Tarantini amb successius regats.
En els seus primers mesos al Boca, Maradona va sofrir diversos inconvenients. Al principi la relació amb Silvio Marzolini, igual que amb molts dels entrenadors que el van dirigir, no era del tot bona, ja que no li brindava les mateixes prerrogatives que posseïa a l'Argentinos, i tenia certes exigències, quant a concentracions i entrenaments, que Maradona no suportava. A més, l'equip sofria pressions de La 12, la barra brava de Boca. En una ocasió, després d'empatar quatre partits en forma consecutiva, el cap de la barra José Barritta, el Abuelo, va ingressar armat al costat de diversos integrants de l'afició per a exigir-los millors resultats.
A pesar d'aquestes pressions, l'equip va assolir una bona campanya. El 9 d'agost, una data abans del final del Metropolità de 1981, Boca tenia la possibilitat de consagrar-se campió si aconseguia un empat enfront del Rosario Central, a Rosario. No obstant això, el partit, en el qual Maradona va errar un penal, va acabar amb un triomf dels rosarins per 1-0. La revenja seria una setmana després enfront del Racing Club de local, trobada que va acabar 1-1 i li va brindar el seu únic títol aconseguit en el futbol argentí.
El Campionat Nacional de 1981 va ser un fracàs, ja que l'equip va caure als quarts de final enfront del Vélez Sarsfield. Aquesta mala actuació es va deure a la gran quantitat de partits amistosos que disputava Boca per millorar la seva situació econòmica, que van acabar esgotant als jugadors. El gener de 1982 es va disputar el Torneig d'Estiu, on Maradona jugaria els últims partits amb el Boca, ja que després hagué de concentrar-se amb la selecció per al Mundial d'Espanya. L'últim partit va ser el 6 de febrer enfront del River Plate, el qual va finalitzar amb una derrota. S'allunyaria del Boca Juniors havent jugat 40 partits i convertint 28 gols.
La preparació per a la Copa del Món de Futbol 1982 va incloure una concentració de quatre mesos. Abans de començar el Mundial, el traspàs de Maradona al FC Barcelona ja s'havia concretat, i a Catalunya hi havia molta expectativa pel rendiment del jugador argentí. Aquesta mateixa expectativa existia a l'Argentina amb la selecció, ja que els assoliments obtinguts al Mundial anterior i al Mundial Juvenil entusiasmaven els fanàtics del futbol.
La selecció argentina va debutar el 13 de juny contra Bèlgica, a Barcelona. El primer partit va acabar amb una derrota per 1-0 al Camp Nou. El segon partit va ser un triomf per 4-1 enfront d'Hongria, partit en què va marcar els seus dos primers gols del Mundial. El triomf per 2-0 enfront de El Salvador, per l'últim partit del Grup C, va significar la classificació de la selecció argentina a la segona ronda.
La segona ronda es trobava constituïda per una fase de quatre grups on el guanyador dels quals es classificava per les semifinals. El grup 3 estava integrat per l'Argentina, Itàlia (que es va adjudicar el torneig) i Brasil. El primer partit es va disputar el 29 de juny, i va ser una derrota per 2-1 enfront d'Itàlia. El segon i últim partit va ser una altra derrota per 3-1 enfront del Brasil, trobada en la qual Maradona va ser expulsat després de pegar-li una violenta puntada a Batista. D'aquesta forma, Argentina va ser eliminada del mundial i va defraudar les expectatives que existien en el país.

### Els primers anys en el futbol europeu (1982 - 1986)

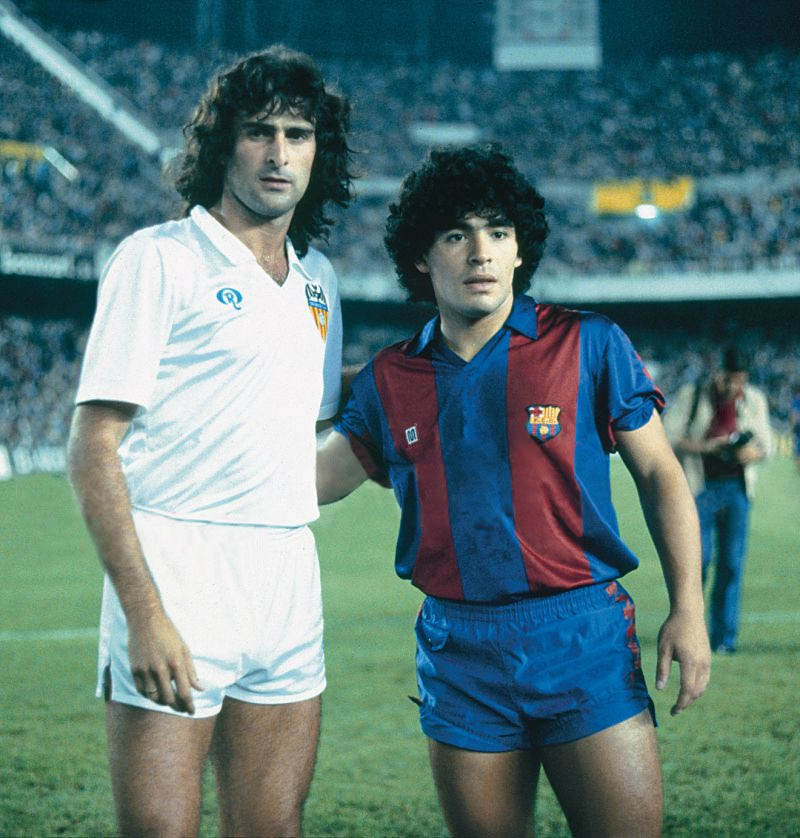
Diego Maradona i Mario Alberto Kempes durant un partit entre el Barça i el València el 1982.

Després de la seva participació en la Copa del Món de Futbol 1982 celebrada a Espanya, en la qual la selecció argentina es va allotjar a Barcelona, es va oficialitzar la venda al Futbol Club Barcelona. El club va pagar 1.200 milions de pessetes pel seu traspàs, aproximadament el 66% dels diners van ser per a Argentinos i la resta per a Boca, una xifra important per l'època.
El primer partit oficial de Maradona amb el Barcelona va ser el 4 de setembre de 1982, on, malgrat que va marcar un gol, el seu equip va caure enfront del València CF per 2-1. Al desembre de 1982, havent disputat 13 partits de la lliga i marcat 6 gols, se li va detectar hepatitis pel que hagué d'abandonar els camps durant tres mesos. Es va perdre 14 partits de lliga i les eliminatòries de la Recopa d'Europa, en la qual el Barcelona, minvat per la seva absència, va quedar eliminat. L'entrenador alemany Udo Lattek, amb qui Maradona havia tingut diverses discussions, va ser destituït, i la directiva va contractar com nou entrenador a l'argentí César Luis Menotti.
Maradona va reaparèixer el 12 de març de 1983, en un partit contra el Betis, però el Barcelona no va poder ja aspirar a la Lliga i només va aconseguir la quarta posició, a sis punts del campió, l'Athletic Club. Maradona va disputar 20 partits de lliga i va marcar un total d'onze gols. No obstant això, el Barça va tenir un excel·lent rendiment en les copes domèstiques, ja que el 4 de juny de 1983 va guanyar la Copa del Rei a Saragossa enfront del Reial Madrid per 2-1 amb gols de Víctor i Marcos. El 26 d'aquest mateix mes va guanyar la Copa de la Lliga, també enfront del Reial Madrid, sent Diego Maradona l'autor d'un gol a cadascun dels dos partits de la final. El gol marcat a l'Estadi Santiago Bernabéu, i que va suposar la victòria barcelonista, va provocar l'ovació del públic madridista, que va reconèixer la bellesa del gol malgrat ser marcat pel conjunt rival. A pesar de la baixa de quatre mesos a causa de l'hepatitis, la temporada 1982/83 es va tancar bé, amb dos títols, i Maradona considerat una de les grans estrelles del futbol europeu.
La temporada 1983-1984 va començar molt malament per a Maradona. El 24 de setembre de 1983 es van enfrontar al Camp Nou, el FC Barcelona i l'Athletic Club, en el partit corresponent a la quarta jornada de la Lliga. Van vèncer els locals per 4-0 però, en el minut 59, Maradona va ser retirat en llitera, lesionat i amb el turmell de la cama esquerra trencat (fractura del mal·lèol extern i del lligament) després d'una dura entrada d'Andoni Goikoetxea.
Maradona va ser operat a Barcelona pel doctor González-Adrio, i malgrat que les primeres avaluacions van diagnosticar un període de recuperació de fins a sis mesos, va reaparèixer el 8 de gener de 1984, quan va contribuir amb dos gols a què el FC Barcelona derrotés el Sevilla FC per 3-1. Al final, Maradona només va poder jugar 16 partits aquella temporada, en els quals va marcar un total d'onze gols, no podent contribuir que el Barcelona aconseguís el campionat: va quedar tercer.
Sí que va poder contribuir, en canvi, al fet que el FC Barcelona arribés per segon any consecutiu a la final de la Copa del Rei. Aquella final, no obstant això, va suposar el punt final de Maradona en el Barcelona. Aquest partit, disputat a l'Estadi Santiago Bernabéu de Madrid el 5 de maig de 1984, va enfrontar el Barcelona amb l'Athletic de Bilbao, el vigent campió de Lliga, amb el qual els catalans mantenien una dura rivalitat. El partit suposava el rencontre entre Maradona i Goikoetxea, el jugador que l'havia lesionat uns mesos abans. La final va estar envoltada d'una gran tensió, tant en els dies anteriors de la trobada, amb encreuament d'insults, com durant l'encontre. Al final, va guanyar l'Athletic de Bilbao per 1-0, però el pitjor va arribar al final del partit. Quan l'àrbitre va xiular el final del partit, Maradona va agredir el jugador de l'Athletic, Sola. Els jugadors d'ambdós equips començaren una batalla campal, amb cops de puny i puntades incloses, davant els ulls de tots els espectadors i de les principals autoritats espanyoles que estaven a la llotja. Després de l'escàndol originat, diversos jugadors van ser fortament sancionats: la Federació Espanyola de Futbol va imposar a Maradona una sanció de tres mesos sense poder jugar a les competicions espanyoles.
Aquesta sanció que l'allunyava dels terrenys de joc espanyols fins a desembre de 1984, va ser una de les raons que van empènyer al president del FC Barcelona, Josep Lluís Núñez, a acceptar una oferta del Nàpols italià per a traspassar l'argentí. També va pesar el sentiment d'injustícia que va tenir Maradona davant la sanció, i el fet que els àrbitres i les autoritats futbolístiques espanyoles estiguessin a la contra. La sensació del jugador que la directiva del FC Barcelona no l'havia defensat de forma suficient davant la federació espanyola, va augmentar el distanciament entre Maradona i el president Núñez, que anteriorment l'havia criticat per considerar que no cuidava prou la seva vida privada, ja que les sortides nocturnes eren una constant en la seva vida. Anys després, Maradona va reconèixer en la seva autobiografia Yo soy el Diego que la seva marxa al Nàpols també va estar motivada per motius econòmics, ja que el seu llavors representant Jorge Cyterszpiller havia fet una mala gestió de les seves inversions econòmiques. Maradona va abandonar el FC Barcelona havent jugat un total de 58 partits i marcat 38 gols.
El periodista Jimmy Burns, en la biografia de Maradona titulada La mà de Déu, va revelar l'agitada vida privada que Maradona havia dut a Barcelona, on per primera vegada va prendre contacte amb les drogues. En la seva autobiografia, Maradona confirma que la seva relació amb la droga va començar en aquesta època.
La presentació al Nàpols va ser el 5 de juliol de 1984, davant un estadi San Paolo replet. La temporada anterior l'equip havia evitat el descens per un punt, pel que els aficionats estaven entusiasmats per l'arribada del jugador. El debut en la Sèrie A es va produir el 16 de setembre de 1984 contra el Verona, amb una derrota per 3-1. L'equip no trobava el rumb, en la primera roda del torneig només va aconseguir 9 punts. No obstant això, en la segona ronda l'equip es va recuperar i va aconseguir 24 punts més en la lliga guanyada pel Verona. Maradona va aconseguir el tercer lloc en la taula de golejadors, després de convertir 14 gols.
Amb el bon tancament de la temporada 1984-1985, els dirigents es van adonar que podien lluitar pel títol, pel que van decidir millorar la plantilla contractant a jugadors que havien tingut una bona temporada, com Claudio Garella i Bruno Giordano. La temporada 1985-1986 el Nàpols va aconseguir la tercera posició en la lliga guanyada per la Juventus FC, aconseguint un lloc per la Copa de la UEFA. Maradona en aquesta ocasió va marcar només 11 gols. A l'octubre de 1985, Guillermo Cóppola va esdevenir el seu nou representant, en reemplaçament de Cyterszpiller.

### Mundial de Mèxic (1986)

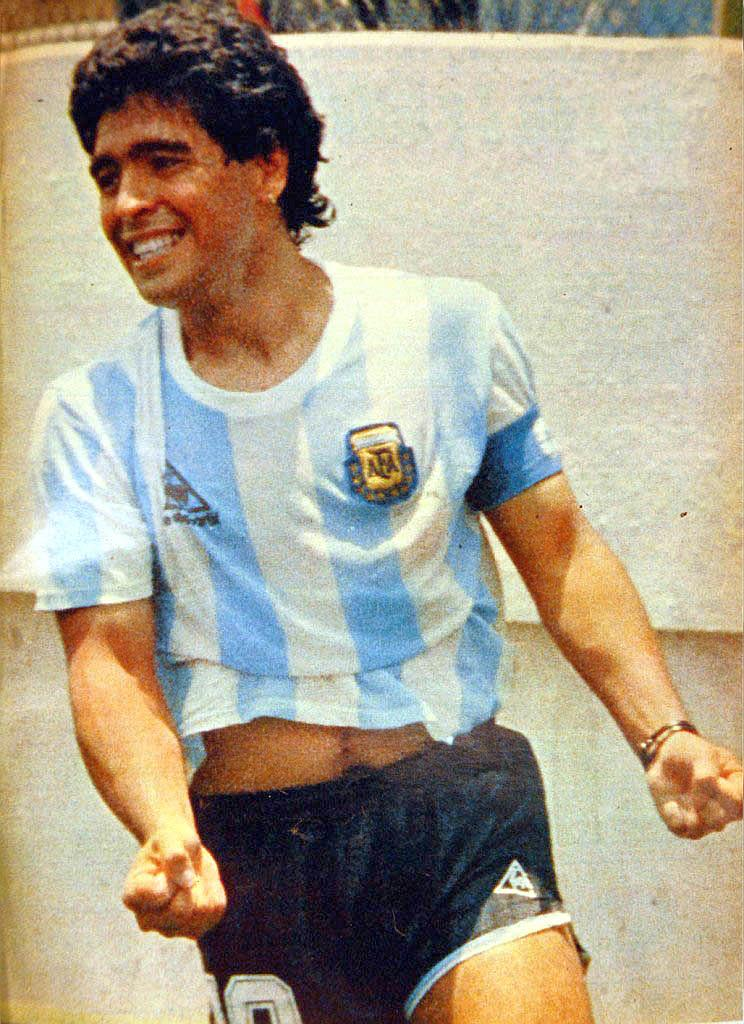

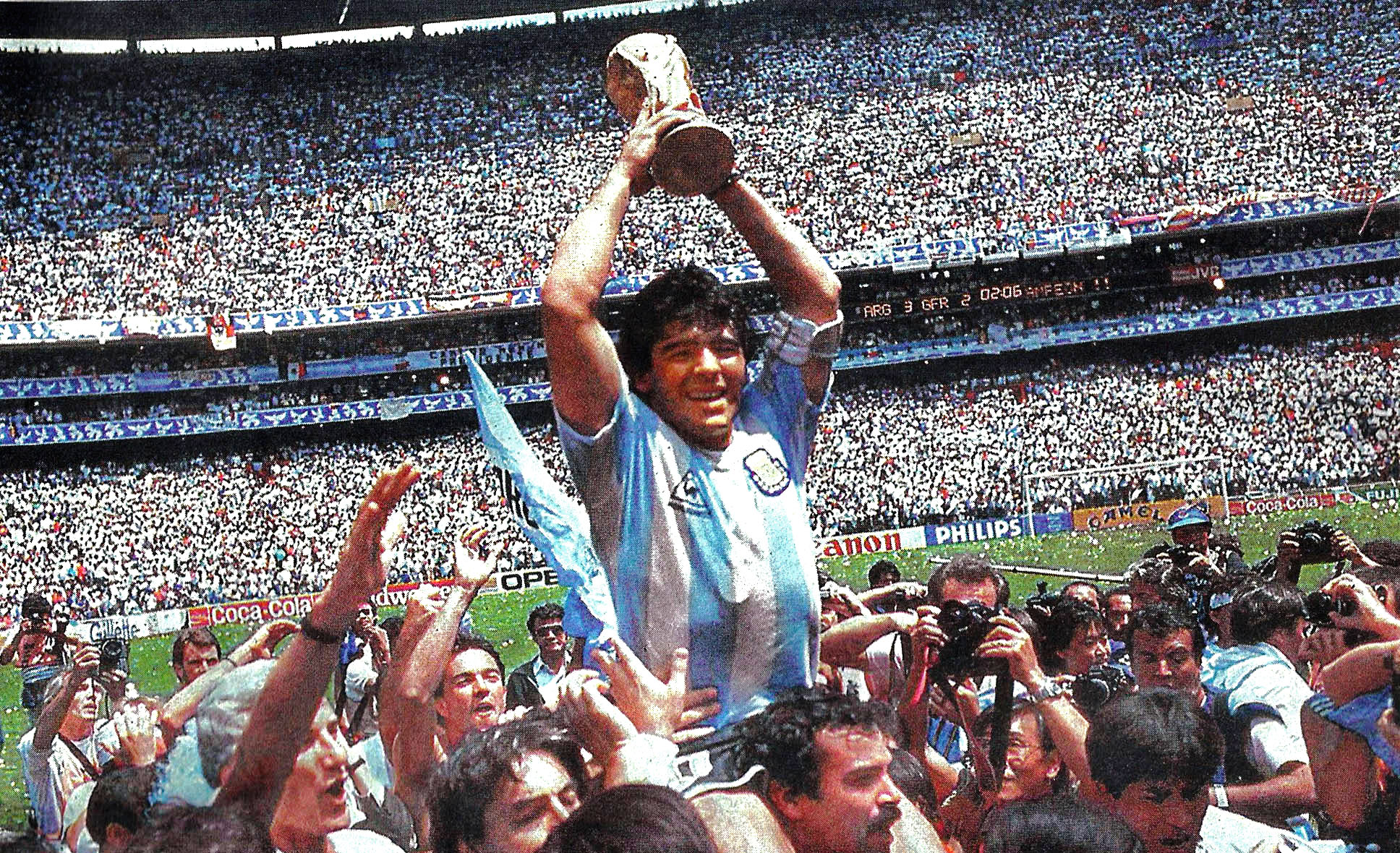
Diego Maradona, 1986.

Després del Mundial de 1982 es van produir diversos canvis en la selecció argentina. El més important va ser el canvi de la direcció tècnica, ja que Carlos Salvador Bilardo havia reemplaçat Menotti. El segon va ser un canvi en la capitania: mentre que el capità representatiu durant l'era Menotti va ser Daniel Passarella, durant l'era Bilardo seria Maradona; aquesta seria una de les raons per les quals, anys després, s'iniciaria una baralla entre ambdós. No obstant això, des de la seva expulsió en la segona ronda del mundial, del 2 de juliol de 1982 fins al 10 de maig de 1985, no va disputar cap partit per a l'albiceleste pel fet que Bilardo volia armar el seu equip amb jugadors que actuaven al futbol argentí. El retorn, després de gairebé tres anys d'absència, es va produir en un amistós contra la selecció del Paraguai disputat a Buenos Aires, en preparació per a les eliminatòries de la Copa del Món de Futbol 1986. La trobada va finalitzar amb un empat 1-1, amb un gol de Maradona.
El grup en el qual Argentina havia d'aconseguir la classificació estava compost per Veneçuela, Colòmbia i Perú. El debut es va produir el 26 de maig, en un dur partit contra Veneçuela a San Cristóbal. El partit va finalitzar amb una victòria per 3-2, amb dos gols de Maradona i un de Passarella. Li seguiria una victòria contra Colòmbia per 3-1, el 2 de juny a Bogotà, una altra victòria per 3-0 a Veneçuela el 9 de juny a Buenos Aires, altra victòria per 1-0 a Colòmbia el 16 d'aquest mes, també a Buenos Aires, una derrota per 1-0 enfront del Perú el 23 a Lima i un empat a dos gols contra la mateixa selecció a Buenos Aires. Aquest últim partit, jugat el 30 de juny, li va permetre a la selecció argentina classificar-se pel Mundial, relegant a Colòmbia i Perú a la repesca, que finalment guanyaria Paraguai.
Les dolentes actuacions durant els partits de preparació de cara al mundial no generaven entusiasme en els seguidors argentins: un empat 1-1 enfront de Mèxic el 17 de novembre de 1985; una derrota per 2-0 enfront de França el 23 de març de 1986; una victòria per la mínima diferència, 1-0, enfront del Grasshopper-Club Zürich l'1 d'abril; una victòria per 7-2 enfront d'Israel el 4 de maig i un empat sense gols enfront del Junior de Barranquilla el 15 d'aquell mes.
El primer partit en el mundial es va disputar enfront de Corea del Sud el 2 de juny, a l'Estadi Olímpic. Va ser una victòria per 3-1, amb dos gols de Jorge Valdano i un d'Oscar Ruggeri. El segon partit va anar contra els defensors del títol, Itàlia, el 5 de juny a la ciutat de Puebla. L'encontre va finalitzar 1-1, amb un gol de Maradona en el minut 34 del primer temps. El tercer i últim partit de la fase de grups va ser contra Bulgària el 10 de juny, novament a l'Olímpic. La victòria per 2-0, un gol de Valdano i un altre de Jorge Burruchaga, li va permetre obtenir la primera posició del Grup A i classificar-se per a vuitens de final. Durant aquesta fase, tant Maradona com Valdano van criticar les autoritats de la FIFA per programar partits al migdia; doncs si bé aquest horari era funcional a la transmissió televisiva, les altes temperatures podien afectar la salut dels jugadors.
En els vuitens de final havien d'enfrontar-se amb Uruguai, el clàssic duel, el 16 de juny a Puebla. La selecció charrúa s'havia classificat com millor tercer, al Grup I, pel que al principi semblava un partit accessible a pesar de la presència d'Enzo Francescoli. No obstant això, Argentina va guanyar tot just per 1-0, amb gol de Pedro Pasculli.
Als quarts de final hagué d'enfrontar-se a Anglaterra, en el partit més recordat de la carrera de Maradona. El partit tenia, a més, connotacions extrafutbolístiques, ja que quatre anys abans s'havia produït la Guerra de les Malvines, fet que també va produir incidents en les tribunes entre simpatitzants argentins i anglesos. El partit, jugat el 22 de juny a l'Estadio Azteca de la Ciutat de Mèxic, va comptar amb dos dels gols més recordats en la història dels mundials, coneguts popularment com el «gol del segle» i «la mà de Déu». «La mà de Déu» es va produir el minut 51, quan el defensor anglès Steve Hodge rebutjà erròniament la pilota cap al seu propi arc i, en una pilota disputada entre Maradona i el porter anglès Peter Shilton, el jugador argentí aixecà el seu puny esquerre impactant la pilota i convertint el gol. La denominació del gol es deu a les declaracions realitzades després del partit, quan en preguntar-li si l'havia fet amb la mà, va respondre «jo no la vaig tocar, fou la mà de Déu». En el segon, triat el 2002 com el millor gol dels mundials («gol del segle»), Maradona va sortir des del seu propi camp i va eludir a sis jugadors anglesos (Glenn Hoddle, Peter Reid, Kenny Sansom, Terry Butcher, Terry Fenwick i al porter Shilton) abans de rematar i marcar. El triomf per 2-1, el temps afegit va ser marcat per Gary Lineker, li va permetre a l'Argentina arribar a les semifinals.
La semifinal va ser el 25 de juny enfront de Bèlgica, també a l'Estadi Azteca. Els belgues havien arribat a aquest partit després de classificar-se com a millor tercer en el Grup B, vèncer a la Unió Soviètica en vuitens de final i a Espanya per penals en quarts. El partit va resultar menys complicat de l'esperat: un triomf per 2-0 amb dos gols de Maradona.
La final, jugada novament a l'Estadi Azteca, va ser contra Alemanya Federal el 29 de juny. El partit va començar bé per als argentins, José Luis Brown va convertir el primer gol al minut 23 i Valdano va ampliar l'avantatge als 55. No obstant això, dos gols de cap, un de Rummenigge al 74 i un altre de Völler a deu minuts del final, van empatar el partit. Tres minuts després del gol de Völler, Maradona col·loca una assistència a Burruchaga, qui marca el tercer i últim gol del partit. Amb aquesta victòria per 3-2 Argentina aconseguia la seva segona Copa del Món, i Maradona, com a capità, va ser l'encarregat d'aixecar la copa. Després del seu retorn a Buenos Aires, es van reunir amb el President de la República Raúl Alfonsín, i van sortir a la balconada de la Casa Rosada a saludar a la gent que havia assistit a la Plaza de Mayo. Gràcies a l'excel·lent actuació durant el torneig, Maradona va ser guardonat amb la Pilota d'Or.

### La consagració a Nàpols (1986 - 1990)
Després de tornar del Mundial, Maradona va iniciar una excel·lent temporada amb el Nàpols. Després de l'històric tercer lloc aconseguit la temporada anterior, l'equip s'havia motivat per a superar-se. En aquesta temporada van aconseguir el primer Scudetto de la institució, i a més van guanyar la Copa d'Itàlia. Maradona havia convertit 10 gols en la Lliga i 7 en la Copa, que el Nàpols havia aconseguit després de guanyar els 13 partits disputats.
Després d'aconseguir una Scudetto i la Copa del Món, Maradona va esdevenir un dels jugadors més importants del món. L'empresari Silvio Berlusconi volia incorporar-lo a l'AC Milan, no obstant això Maradona va renovar el seu contracte amb el Nàpols fins a 1993, amb un sou de 5 milions de dòlars anuals. Durant aquesta temporada naixerien dos dels seus fills: Diego, el 20 de setembre del 1986, i Dalma, el 2 d'abril del 1987.
A la quarta temporada, 1987/88, es va sumar al planter Careca, formant la fórmula «MàGiCa» (Maradona, Giordano i Careca). En els primers 19 partits l'equip havia aconseguit el 87% dels punts. No obstant això, poc després del final l'acompliment de l'equip va començar a decaure, i una derrota decisiva contra l'AC Milan al Sant Paolo va ser determinant perquè aquest equip aconseguís la lliga. El Nàpols es va situar en segona posició, a tres punts del punter, i Maradona es va consagrar com golejador amb 15 gols. Molts van acusar l'equip de vendre el torneig, a causa de les pressions de qui manejaven les apostes clandestines. Molts jugadors, i especialment Maradona, van ser relacionats amb la camorra, un fet que mai va ser provat.
La temporada 1988-1989 va ser molt reeixida per al Nàpols. Novament van aconseguir el segon lloc en la lliga, a 11 punts del campió, l'Inter de Milà. No obstant això, l'assoliment més important arribaria en el plànol internacional, en aconseguir el primer títol internacional del club: la Copa UEFA. La final va ser disputada contra el VfB Stuttgart, en el qual jugava Jürgen Klinsmann, els dies 3 i 17 de maig de 1989. El primer partit el va guanyar el Nàpols, contra el Sant Paolo, per 2-1, mentre que el segon va finalitzar amb un empat a tres gols. L'alegria també es traslladaria al plànol familiar, al maig d'aquest any va néixer la seva segona filla: Gianina.
La temporada 1989/90 també va ser memorable en la història del club: el Nàpols aconseguiria el seu segon Scudetto. A dues jornades del final, tant el Nàpols com el Milan es trobaven en la primera posició amb 47 punts. En aquesta jornada, la 33, el Nàpols va vèncer 4-2 al Bologna, mentre que el Milan va ser derrotat per 2 a 1 pel Verona. En l'última jornada, encara que només havien d'empatar per a quedar-se amb el títol, els azzurri van vèncer per 1-0 a la Lazio, aconseguint la Scudetto. Maradona fou el tercer màxim golejador del torneig amb 16 gols, darrere de Marco Van Basten amb 19 i Roberto Baggio amb 17. Al desembre de 1990 van aconseguir, a més, la Supercopa italiana de futbol després de vèncer 5-1 a la Juventus FC.

### Copa del Món i darrer any a Itàlia (1990 - 1992)
Després del Mundial de Mèxic, la selecció argentina no havia pogut mantenir la supremacia futbolística. En la Copa Amèrica de 1987 havia obtingut el quart lloc, mentre que en la de 1989 va quedar en tercer lloc. A pesar d'això, la selecció havia arribat al centre d'entrenament que utilitzaria com base en la Copa del Món de Futbol 1990 d'Itàlia, situat als afores de Roma, amb la intenció de repetir l'actuació anterior.
El debut va ser contra Camerun, el 8 de juny a l'estadi Giuseppe Meazza de Milà. A pesar de l'esperat, Argentina va caure per 1-0. La recuperació va ser el 13 de juny, contra la Unió Soviètica a Nàpols. Gràcies a la presència de Maradona, qui era encoratjat constantment pels napolitans, la selecció argentina va ser local al San Paolo i va poder aconseguir una victòria per 2-0. El tercer partit del grup, contra Romania el 18 de juny, es va disputar també a Nàpols. El partit va finalitzar amb un empat a un gol, permetent-li a l'Argentina classificar-se com a millor tercer. En el partit Maradona va sofrir un cop en el seu turmell esquerre que va dificultar el seu joc durant el torneig, ja que va haver de ser infiltrat en tots els partits.
La classificació dels albicelestes com a millors tercers va produir la trobada en vuitens de final amb Brasil. El partit, jugat el 24 de juny a Torí, va ser dominat àmpliament pel Brasil, fins que al minut vuitanta Maradona assisteix a Claudio Caniggia, qui converteix el gol. Després de la victòria, Argentina va vèncer a Iugoslàvia per penals en quarts de final, a Itàlia a Nàpols, també per penals, després d'un empat 1 a 1, en la semifinal i va caure derrotada per 1-0 contra Alemanya Federal en la final de la copa. A pesar de no lluir-se com en el Mundial anterior, Maradona va ser premiat amb la Pilota de Bronze.
Després del Mundial, Maradona va acomiadar el seu representant Guillermo Cóppola i va contractar a Marcos Franchi. En la plana futbolística, la temporada 1990/1991 començaria reeixidament en guanyar en el mes de desembre la Supercopa d'Itàlia. No obstant això, no finalitzaria de la millor manera, ja que donaria positiu en un control antidopatge per primera vegada en la seva carrera. El 17 de març de 1991, en la jornada 25, el Nàpols va guanyar per 1-0 a l'AS Bari amb gol de Gianfranco Zola. Després del partit Maradona va ser triat per al control antidopatge, que finalment donaria positiu per cocaïna. La Federació italiana li va imposar una sanció que l'allunyaria dels estadis durant quinze mesos, sanció que va ser ratificada pel Comitè d'Apel·lació.
Maradona va decidir tornar a l'Argentina l'1 d'abril, i es va instal·lar a Buenos Aires. El 26 d'aquell mateix mes un operatiu policial va inspeccionar l'apartament que Maradona tenia en el barri de Caballito. El jugador es trobava amb dos amics i van ser trobades drogues en el seu poder, pel que se li va iniciar una causa judicial.
Mentre complia la suspensió i se sotmetia a un tractament de rehabilitació imposat per la justícia, Maradona va decidir participar en diversos partits benèfics. El que va tenir major transcendència va ser el realitzat per ajudar a la família de Juan Gilberto Funes, un destacat jugador de futbol argentí mort l'11 de gener d'aquell any. No obstant això, el 15 d'abril, a hores que es disputés aquesta trobada, la FIFA va enviar un fax a Julio Grondona, president de l'AFA, que va posar en risc la seva presència: 
| «                          | De tota manera, i en bé de la família del jugador mort, la presència de Maradona sobre el terreny de joc juntament amb altres jugadors inscrits en l'AFA podria implicar a aquests últims, sancions per part de la FIFA, en aplicació dels Estatuts i Reglaments. | » |
| — Maradona (2000), p. 217. | |   |

No obstant això, els jugadors van decidir que Maradona havia de jugar aquest partit, pel qual es van utilitzar àrbitres que no pertanyien a l'AFA i es va pagar la pòlissa del segur. D'aquesta forma, l'AFA no estava implicada en l'organització del partit i no podien aplicar-se les sancions.

### Sevilla FC (1992 - 1993)
L'1 de juliol de 1992 vencia la suspensió de 15 mesos imposada per la FIFA i el seu traspàs estava encara en poder del Nàpols, club que buscava la seva reincorporació al planter. Però Maradona volia allunyar-se d'Itàlia, volia jugar per a un club que no tingués grans exigències esportives. Les primeres converses per al seu traspàs van ser amb el Sevilla FC i l'Olympique de Marsella, i es va inclinar finalment pel primer que va pagar 7,5 milions de dòlars pel traspàs. Però davant la negativa del Nàpols d'autoritzar el seu traspàs, es va demanar la intervenció de la FIFA per destravar el conflicte, fet que va ocórrer el 22 de setembre de 1992.
Maradona va fitxar pel Sevilla FC a causa de la insistència de l'entrenador argentí Carlos Bilardo, llavors entrenador del conjunt sevillà. No obstant això, Maradona encara necessitava l'autorització judicial per a sortir del país, a causa del problema que havia tingut l'any anterior en el seu apartament del barri de Caballito. Després de ser autoritzat per la jutgessa de la causa, va poder negociar el seu contracte i es va incorporar al Sevilla una vegada iniciada la Lliga. La seva presentació va ocórrer el 28 de setembre en un partit amistós contra el Bayern Múnic, equip en el qual jugava el seu amic Lothar Matthäus.
Va debutar oficialment amb el conjunt sevillà el 4 d'octubre de 1992, en partit corresponent a la cinquena data de Lliga. Curiosament, el rival del Sevilla va ser l'Athletic Club, el mateix club davant el qual havia jugat el seu últim partit en el futbol espanyol vuit anys abans.
Maradona va ser convocat novament per a la selecció argentina, aquesta vegada per disputar un partit amistós contra la selecció brasilera, en el qual se celebrava el centenari de l'Asociación del Fútbol Argentino. Després va ser convocat per jugar un partit contra Dinamarca, però els dirigents del Sevilla van amenaçar de multar-lo si viatjava. No obstant això, Maradona va fer cas omís als advertiments i va jugar igual, el que va començar a afeblir la seva relació amb els dirigents.
Durant aquesta època es va ressentir d'una antiga lesió del genoll, pel que en molts partits jugava infiltrat. Durant l'entretemps del partit disputat amb el Burgos Club de Fútbol el 13 de juny de 1993, Maradona va demanar el canvi a causa d'aquesta lesió, però Bilardo li va demanar que continués, per la qual cosa el metge del planter li va aplicar tres injeccions d'un antiinflamatori en el genoll. No obstant això, al cap de 53 minuts Bilardo decideix reemplaçar-lo per Monchu, provocant la ira del jugador que va insultar públicament l'entrenador. Aquest episodi va acabar de trencar les relacions entre Maradona i els dirigents sevillans.
Aquest va ser el seu últim partit, ja que dos mesos després va tornar al futbol argentí. Maradona va jugar un total de 26 partits de Lliga, en els quals va marcar quatre gols. El Sevilla va acabar la Lliga en setena posició amb 43 punts, a 15 del campió, el FC Barcelona.

### Retorn al futbol argentí - Mundial EUA (1993 - 1994)
El 1993 es va produir la seva tornada al futbol argentí, aquesta vegada amb la samarreta del Newell's Old Boys. En principi, les negociacions estaven encaminades al seu retorn a Argentinos Juniors, fins que es va produir un episodi que arruïnaria la negociació i determinaria la seva incorporació als Newell's: va ser amenaçat per un grup de barres braves que exigirien el lliurament de 50 mil dòlars.
El 13 de setembre de 1993 va arribar el primer entrenament i 40 mil persones s'havien reunit a veure'l, enmig d'una festa organitzada per l'entrenador Jorge Raúl Solari. El debut oficial es va produir el 10 d'octubre, perdent 3 a 1 contra CA Independiente de visitant. Maradona jugaria, a més, els partits contra CA Belgrano, Gimnasia y Esgrima, Boca Juniors i CA Huracán. Durant aquest últim partit, disputat el 2 de desembre de 1993, sofrí un esquinç muscular que l'allunyaria unes setmanes del terreny de joc. A aquesta alçada del campionat Solari havia deixat la conducció tècnica, i la seva relació amb el nou tècnic, Jorge Castelli, no era bona, ja que no li permetia algunes llicències que havia pactat amb l'anterior entrenador. Aquesta va ser una de les raons que va precipitar la sortida de Maradona, l'últim partit del qual en el club, va ser un amistós contra Vasco da Gama jugat el 26 de gener de 1994. Va jugar en Newell's Old Boys cinc partits oficials, sense marcar cap gol.
El 2 de febrer es va produir un altre dels fets policials en la vida de Maradona, quan va agredir amb un rifle d'aire comprimit a un grup de periodistes i fotògrafs que feien guàrdia a la porta de la seva casa situada a Moreno. Per aquest fet va ser condemnat, temps després, a dos anys de presó en suspens i a indemnitzar als periodistes agredits.
Des del seu retorn al futbol, després de la seva primera suspensió, Maradona només havia jugat dos partits amb la selecció argentina: contra Brasil, pel centenari de la FIFA, i contra Dinamarca, per la Copa Artemio Franchi, que enfrontava al campió de la Copa Amèrica amb el campió de l'Eurocopa. Després d'aquests partits, el director tècnic, Alfio Basile, no el va convocar ni per a la Copa Amèrica ni per a les eliminatòries de la Copa del Món de Futbol 1994.
Després de la derrota per 5-0 enfront de Colòmbia el 5 de setembre de 1993, l'única possibilitat que Argentina es classifiqués pel Mundial era guanyar la repesca enfront del seleccionat australià. El 23 de setembre de 1993, Basile li va demanar oficialment que tornés a la selecció, cosa que succeiria el 31 d'octubre a Sydney pel primer partit de la repesca. L'encontre va finalitzar amb un empat per 1-1, sent Abel Balbo qui va convertir el gol argentí. La revenja es va jugar el 17 de novembre a Buenos Aires, quan el seleccionat albiceleste va obtenir la classificació després de vèncer per 1-0, amb gol de Gabriel Batistuta.
Va participar també en diversos partits amistosos abans del Mundial, però a causa de la seva presència es va suspendre una gira que havia de realitzar la selecció per Japó. Pels seus antecedents amb les drogues li va ser negat el visat, pel que l'AFA finalment va cancel·lar les presentacions. No obstant això, es van realitzar altres partits, contra l'Equador, Croàcia i Israel, que era una càbala de la selecció des del Mundial del 86.
En arribar als Estats Units, Argentina es va allotjar al Babson College, lloc on l'AFA havia designat com a base. El debut va ser el 21 de juny enfront de Grècia, amb un triomf per 4-0. En aquest partit Maradona va marcar el seu últim gol a un mundial, culminant una jugada col·lectiva que va incloure successius tocs dels jugadors argentins. El segon partit, enfront de Nigèria, també va finalitzar amb un triomf per als argentins per 2-1. Durant aquest partit, Maradona va ser seleccionat per realitzar el control anti-dopatge. Durant els dies previs del partit enfront de Bulgària, el seu representant li comunica que el control havia donat positiu, el que segurament el deixaria fora del mundial. En les anàlisis se li van detectar cinc substàncies prohibides: efedrina, norefedrina, pseudoefedrina, norseudoefedrina i metaefedrina. Va ser suspès per quinze mesos, pel que va haver d'abandonar la concentració argentina.
La selecció, afectada considerablement per la pèrdua, es va classificar pels vuitens de final després de ser derrotada 2-0 per Bulgària, però va caure eliminada per Romania. Maradona va argumentar que no havia intentat treure avantatge esportiu, sinó que aquestes drogues es trobaven en un medicament per a la grip que li va donar el seu doctor, Daniel Cerrini. Fou en aquesta ocasió quan va dir la seva coneguda frase «em van tallar les cames». Julio Grondona, el president de l'AFA, culparia dotze anys després el jugador, manifestant que «es va tallar les cames tot sol». El partit contra Nigèria a Boston va ser l'últim disputat amb la selecció argentina, jugant un total de 91 partits i convertint 34 gols.

### El comiat (1994 - 1997)
Maradona havia de complir els 15 mesos de suspensió imposats per la FIFA durant el Mundial de 1994, després que se li detectés efedrina a un control anti-dopatge. La suspensió, que finalitzava el 15 de setembre de 1995, li impedia jugar a futbol, però no ser-ne director tècnic. Gràcies a aquesta possibilitat, va començar les negociacions per trobar un club, el que es va concretar el 3 d'octubre de 1994 en assumir la conducció tècnica, en un duet al costat de Carlos Fren, del Deportivo Mandiyú. El seu debut com a entrenador va ser una derrota contra Rosario Central per 2-1, partit en el qual Maradona hagué de dirigir des de la platea, ja que no tenia autorització per asseure's al banc de suplents. Les baralles amb els dirigents el van fer renunciar el 6 de desembre, després de dos mesos de treball. No realitzaria una bona campanya amb el club, ja que durant el seu efímer pas va dirigir 12 partits en els quals va aconseguir 1 triomf, 6 empats i 5 derrotes.
Després de l'allunyament de Mandiyú, va decidir tornar a contractar a Guillermo Cóppola com el seu representant, allunyant-se de Marcos Franchi. El 6 de gener de 1995, novament al costat de Fren, va ser contractat per a dirigir el Racing de Avellaneda, club que no aconseguia un campionat des de 1966. La campanya al Racing també va ser curta, ja que va durar només 4 mesos. Va dirigir 11 partits en els quals va aconseguir 2 triomfs, 6 empats i 3 derrotes.
El somni de Maradona era ésser tècnic i jugador del Boca Juniors, però existien dos problemes importants. El primer era que en aquest club la conducció tècnica estava novament a càrrec de Silvio Marzolini, i els dirigents no tenien interès a acomiadar-lo. El segon era econòmic, la situació financera en la qual es trobava el club no permetia el pagament de les sumes a les quals ell estava acostumat. El primer va ser solucionat per iniciativa de Maradona, ja que va desistir de convertir-se en tècnic, i el segon per iniciativa de diversos empresaris amatents a aportar diners, entre els quals es trobava Eduardo Eurnekian.
Una vegada signat el contracte que segellava el seu retorn al Boca, Maradona va començar a posar-se en forma per al dia del debut. Esperant el dia, va tenir una petita participació en la pel·lícula El dia que Maradona va conèixer Gardel, protagonitzada per Alejandro Dolina i Esther Goris. Però també va realitzar activitats relacionades amb el futbol, ja que el 28 de setembre va fundar a París el Sindicat Mundial de Futbolistes, que després no adquiriria massa rellevància, al costat de futbolistes de la talla d'Eric Cantona, George Weah, Gianluca Vialli, Gianfranco Zola, Laurent Blanc, Prens Brolin, Rai, Ciro Ferrara i Michael Preud'Homme.
El seu retorn oficial va ser a Seül el 30 de setembre, en un partit contra la selecció de Corea del Sud que Boca va guanyar per 2-1. A unes setmanes del seu debut en el torneig argentí, va rebre altre reconeixement: va ser convocat a donar una conferència a la Universitat d'Oxford. En el primer torneig, l'Apertura 1995, Boca Juniors no va realitzar una bona campanya, ja que només va aconseguir el quart lloc. Això va produir la desaprovació dels seguidors en època d'eleccions. El club va finalitzar el torneig amb un nou president, Maurici Macri, i amb l'allunyament de Marzolini de la direcció tècnica.

El nou any va començar amb problemes, pel fet que la comissió directiva del club havia decidit contractar a Carlos Bilardo com a director tècnic. Com a conseqüència de la baralla que van tenir al Sevilla FC, Maradona va amenaçar al principi amb anar-se'n del club si Bilardo assumia el càrrec, però després va decidir donar-li suport. Un altre dels problemes el va tenir amb els directius, ja que Macri volia reduir les primes que s'atorgarien al planter en el cas que es complissin els objectius esportius. A pesar d'això, Boca va arribar a lluitar pel títol, però va perdre totes les possibilitats després de perdre contra el Racing. L'11 d'agost de 1996 Boca va jugar contra Estudiantes de La Plata a la penúltima jornada del Torneig Clausura. L'equip ja no tenia possibilitats de guanyar el torneig i Maradona havia errat contra Racing el seu cinquè penal consecutiu. Després del partit, que va finalitzar en una derrota, Maradona s'allunyaria dels estadis i retornaria 11 mesos després. El campionat va ser guanyat per Vélez Sársfield, mentre que Boca només va aconseguir el cinquè lloc. Aquest any va realitzar la campanya «Sol sense drogues», organitzada pel govern argentí. En el marc de la campanya havia d'esmentar els aspectes negatius del consum de drogues, i, segons va expressar:
La campanya «Sol sense Drogues» la faig pels nois. La droga existeix en tots costats i jo no vull que en consumeixin els pibes. Tinc dues nenes i em va semblar que era bé dir tot això, una obligació de pare... Vaig ser, sóc i seré drogoaddicte.
Pocs dies després de deixar l'activitat, Maradona va viatjar a Suïssa per internar-se a una clínica que l'ajudaria amb la seva addicció a la cocaïna. Però el metge que l'atenia va decidir fer una conferència de premsa explicant detalls del seu internament, fet que va propiciar el seu retorn a Buenos Aires. Però els problemes de salut no quedarien enrere, ja que el 7 d'abril de 1997 hagué de ser ingressat en un hospital després de sofrir un problema de pressió sanguínia durant un programa de televisió xilè anomenat Viva el Lunes, conduït per Cecilia Bolocco, Álvaro Sales i Kike Morandé i transmès pel Canal 13.
El 21 d'abril va signar el contracte que determinaria el seu retorn al Boca Juniors, la conducció tècnica de la qual es trobava a càrrec d'Hèctor Rodolfo Veira, contractant a Ben Johnson com preparador físic, ja que necessitava posar-se en forma. El seu retorn es va produir el 9 de juliol, contra el Newell's Old Boys. El 24 d'agost va jugar el partit en el qual Boca va derrotar Argentins Juniors per 4-2. Després del mateix va ser sortejat per realitzar-se el control anti-dopatge, que finalment donaria positiu per la presència de benzoitilecgonina i metilecgonina, metabòlics de la cocaïna. Això va produir que l'AFA li imposés una suspensió en forma provisòria fins que es coneguessin els resultats de la contraprova, que també donaria positiva. Maradona havia realitzat una denúncia policial al mes de juliol, a causa d'unes suposades cridades telefòniques que l'amenaçaven de col·locar-li droga. El jutge Claudio Bonadío va comprovar aquestes amenaces, i després d'un recurs presentat pels advocats del jugador, va disposar una mesura obligant l'AFA a retirar la suspensió provisional fins que es realitzés una prova d'ADN en l'orina analitzada per constatar que era fora del jugador. Això va permetre a Maradona seguir competint, però el jutge va establir, a més, que havia de fer-se de forma obligatòria un control anti-dopatge 24 hores després de cada partit. L'estudi d'ADN no va poder ser completat, a causa de la petita quantitat de material genètic que es va trobar en les mostres que havia enviat l'AFA a la institució encarregada de fer-lo, el PRICAI (Primer Centre Argentí d'Inmunogenética). Donada aquesta impossibilitat, quan el jutge Bonadío aixequés la mesura de no innovar contra la suspensió provisional de la AFA, que finalment no succeiria abans del retir del jugador, aquesta institució podia aplicar-li la sanció corresponent.
A pesar de trobar-se habilitat per jugar, en un partit enfront de Colo-Colo per la Supercopa, va sofrir una lesió que el mantindria en inactivitat durant diversos dies. Tornaria a jugar el 26 d'octubre de 1997, en el partit que Boca Juniors va derrotar com a visitant el River Plate per 2-1, sent reemplaçat en l'entretemps per Juan Román Riquelme. Aquest seria, a més, el seu últim partit oficial, ja que va anunciar el seu retir del futbol professional el mateix dia del seu aniversari (37 anys), el 30 d'octubre.

## Vida lluny del futbol professional
El mes de març de 1998, mesos després d'anunciar el seu retir, li va sorgir la possibilitat de tornar a jugar, aquesta vegada per al club All Boys dirigit pel seu amic Sergio Batista. Malgrat això, Maradona declinà aquesta possibilitat, que finalment quedaria descartada, al costat de tota possibilitat de retorn, quan el jutge Bonadío va aixecar la mesura cautelar que impedia que l'AFA el sancionés. El 1999 fou guardonat amb el premi Marca Leyenda.
Després d'allunyar-se del futbol professional, Maradona no s'ha dedicat a una sola activitat, sinó que, entre d'altres diverses ocupacions, ha estat comentarista esportiu, vicepresident de la Comissió de Futbol del Boca Juniors, presentador de televisió i ha realitzat diversos anuncis de publicitat. Aquesta etapa de la seva vida es va veure afectada, a més, per greus problemes de salut causats per la seva addicció a les drogues, que el va dur a realitzar, amb major o menor èxit, llargs processos de rehabilitació tant a l'Argentina com a Cuba. El mes de setembre de 2000 va publicar la seva autobiografia, titulada Yo soy el Diego, en la qual va repassar la seva carrera futbolística i va confessar els orígens de la seva addicció a les drogues.
El mes de gener del 2000, Maradona va ser internat a l'UCI del Sanatorio Cantegril, mentre estava de vacances a la ciutat uruguaiana de Punta del Este. El jugador va ingressar a la clínica amb una crisi hipertensiva i un quadre d'arítmia ventricular. El seu representant, Guillermo Cóppola, va explicar que l'ingrés no era per un problema amb les drogues, sinó que Maradona patia d'hipertensió. No obstant això, en les anàlisis de sang i orina van trobar restes de cocaïna i això va fer que Maradona hagués de declarar davant la justícia uruguaiana, ja que el consum, si bé no estava penat, era considerat una falta. Després de sortir de la clínica, el 18 de gener d'aquell any va viatjar a Cuba per a iniciar un tractament de rehabilitació, i va residir en aquest país durant diversos anys.
Després de la seua retirada, Maradona va esperar més de quatre anys per realitzar el seu partit de comiat, que es va realitzar el 10 de novembre de 2001, a La Bombonera, en un partit entre la selecció argentina i un combinat d'estrelles. El seleccionat argentí, conduït per Marcelo Bielsa, comptava amb la presència de jugadors com Roberto Ayala, Juan Sebastián Verón, Javier Zanetti i Pablo Aimar. El combinat d'estrelles, dirigit per Alfio Basile, estava integrat per jugadors de la talla d'Enzo Francescoli, Éric Cantona, Davor Šuker, Juan Román Riquelme, Carlos Valderrama, Hristo Stoítxkov i René Higuita, entre d'altres. Després del partit, un emocionat Maradona va brindar un discurs, acceptant errors, en el qual va pronunciar una de les seves recordades frases: «jo em vaig equivocar i vaig pagar, però la pilota no es taca».

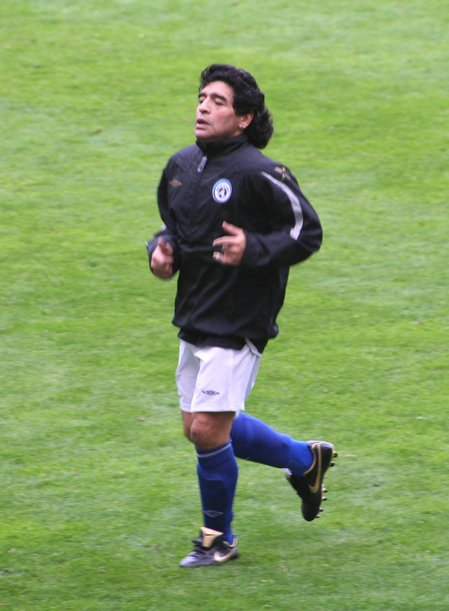
Després d'un bypass gàstric i una estricta dieta pogué recuperar la seva condició física.

L'any 2003, Diego Maradona va finalitzar dues de les seves relacions més importants: amb la seva esposa Claudia Villafañe i amb el seu representant i amic Guillermo Cóppola. La seva esposa va iniciar la demanda de divorci el 7 de març per abandó de la llar l'any 1998, després de romandre més de 13 anys casats. Maradona i Villafañe s'havien casat el 7 de novembre de 1989, en una gran festa realitzada a l'estadi Luna Park de la Ciutat de Buenos Aires. Amb Cóppola va finalitzar la vinculació contractual i l'amistat que els unia, iniciant-se després una demanda per uns suposats diners que li devia Maradona.
A l'abril de 2004 Maradona va sofrir un important problema de salut i va ser internat a la Clínica Suïssa-Argentina de Buenos Aires. Les autoritats de la clínica van expressar que el jugador havia sofert «una crisi hipertensiva, amb un quadre basal de cardiopatia dilatada». Maradona havia tornat de Cuba tres setmanes abans per visitar la seva família, i les seves aparicions mediàtiques prèvies a l'internament no van evidenciar cap mena de problema. Els problemes cardíacs de Maradona eren agreujats per la seva addicció a les drogues, per la qual cosa, després que la seva salut s'estabilitzés, va ser internat el 9 de maig en una clínica neuropsiquiàtrica de Parque Leloir per iniciar un tractament de desintoxicació. Després de tres mesos d'internament, Maradona va demanar permís judicial per continuar el seu tractament a Cuba. El jugador no podia abandonar la clínica sense el consentiment de la seva família, qui exercia la seva custòdia sota autorització judicial. A més, l'assessora de Menors i Incapacitats, Elena Bortiri, va promoure, amb el consentiment de la seva família, la inhabilitació de Maradona per la seva drogodependència, sobre la base de l'article 152 bis del codi civil. La inhabilitació es dictà per a protegir l'individu, i la seva família, dels seus propis actes, limitant la seva capacitat jurídica. A pesar de la demanda de Maradona, qui va arribar a reunir-se amb el president Néstor Kirchner per a sol·licitar-li que intervingués en la situació (però finalment el tema no es va tractar en la reunió). El tractament el continuà a l'Argentina.

Després de deixar l'activitat esportiva, i a causa dels seus excessos amb el menjar i les drogues, Maradona va augmentar considerablement de pes arribant als 120 quilos al mes de febrer de 2005. El mes de març de 2005 es va sotmetre a una cirurgia bariàtrica (bypass gàstric) en la ciutat de Cartagena d'Índies, Colòmbia, per al control de l'obesitat i altres problemes relacionats amb el sobrepès. Gràcies a la cirurgia i a una estricta dieta, Maradona va aprimar en pocs mesos més de 50 quilos. 

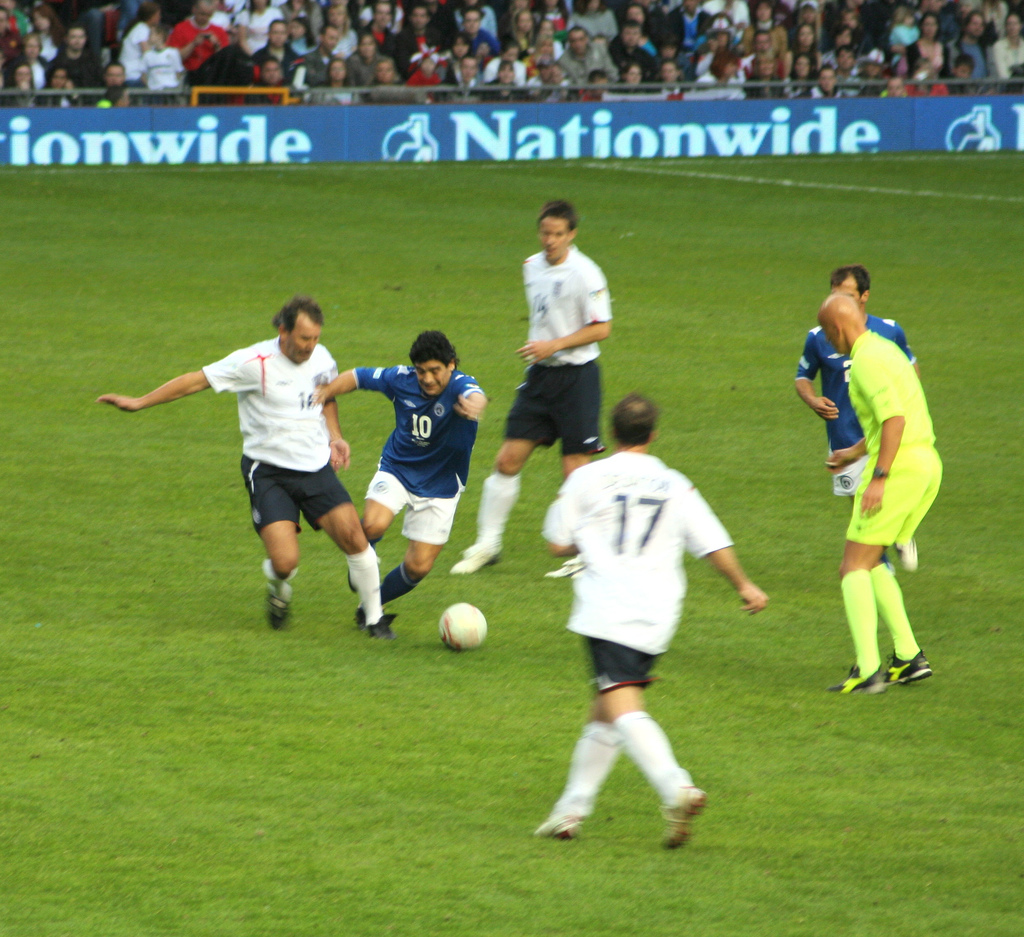
Maradona al Soccer Aid realitzat a Anglaterra el mes de maig del 2006.

Després de baixar de forma considerable de pes, li van oferir conduir un programa de televisió que s'emetria per Canal 13. Això es va concretar el 15 d'agost de 2005 amb la primera emissió del seu programa, La noche del 10. Com a convidat per al primer programa va escollir Pelé, amb qui mantenia un mediàtic enfrontament des de feia anys. El programa va tenir entrevistes amb diverses personalitats, però el fet més important va ser l'entrevista al líder cubà Fidel Castro, amb qui mantenia una amigable relació des del seu pas per l'illa. El 7 de novembre del mateix any va ser transmès l'últim programa del cicle. Va ser realitzat en l'estadi Lluna Park, i va tenir com principal figura convidada al boxejador nord-americà Mike Tyson. El programa va ser guanyador dels Premis Clarín Espectacles 2005 com a Millor Programa d'Entreteniment i Millor Producció; Maradona va ser triat com a Figura de l'Any. A més, va obtenir el Martín Fierro en la categoria Producció Integral. A més de presentar el seu programa de televisió, també va participar en un programa de ball emès per la cadena RAI d'Itàlia, al que finalment va renunciar a causa de problemes amb el fisc italià i per l'esgotament d'haver de viatjar a aquest país dues vegades per setmana.
El mes de setembre de 2005 va començar el rodatge de la pel·lícula biogràfica, dirigida per l'italià Marco Risi —amb guió de Manuel Valdivia, César Vidal i Manuel Ríos San Martín— titulada Maradona, la mano di Dio. Maradona va vendre l'exclusivitat sobre qualsevol producció audiovisual a Globomedia fins a l'any 2010 per a dur a terme aquesta pel·lícula i un documental que rodarà alhora Emir Kusturica.
Fou vicepresident del Consell de Futbol del Boca Juniors des de juny del 2005 fins a agost del 2006. En accedir al càrrec, va sol·licitar la designació d'Alfio Basile com a entrenador, tot un encert, ja que sota la seva conducció tècnica l'equip va aconseguir diversos títols nacionals i internacionals. També ha continuat jugant al futbol en partits benèfics, com el Soccer Aid realitzat a Anglaterra, i en una nova modalitat de futbol sala anomenada showbol.

## Altres consideracions

### Reconeixements i fanatisme
Tant a la selecció de l'Argentina com al Nàpols, Maradona va esdevenir un símbol, en un heroi esportiu. Partint de la suposada base democràtica de l'esport, l'heroi no només representa l'assoliment desitjat, sinó també el caràcter comú de les oportunitats de partida. A diferència de l'heroi mitològic o el cavaller medieval, com més baixa és la condició social i cultural de l'heroi esportiu, major és la seva representativitat en els sectors populars. Aquesta adhesió és major si, a més de pertànyer a un sector econòmicament menys avantatjat, no renuncia als repertoris i gramàtiques que es desprenen d'aquest sector. En el cas de Maradona, ha de sumar-se-li, també, el mite del seu enfrontament amb els «poderosos», dirigents de les federacions i equips del nord italià, com a representants dels «oprimits», els pobres del sud d'Itàlia.

Sobre la idolatria que existeix a l'Argentina respecte a Maradona, el seu excompany Jorge Valdano va declarar el mes de juny del 2006 al diari alemany Süddeutsche Zeitung: 
| «               | En el moment que Maradona es va retirar del futbol actiu, va deixar traumatitzada a l'Argentina. Maradona va ser més que un futbolista genial. Va ser un factor extraordinari de compensació per a un país que en pocs anys va viure diverses dictadures militars i frustracions socials de tot tipus | » |
| — Jorge Valdano | |   |

Valdano va afegir que Maradona va oferir als argentins «una sortida a la seva frustració col·lectiva i per això la gent l'adora allí com una figura divina». El sociòleg Eliseo Verón coincideix en expressar que Maradona reflecteix «les creences i les necessitats col·lectives, dels despullats, dels pobres, dels que necessiten creure que Déu està prop i per això s'identifiquen amb Diego, com abans amb Evita».
Un exemple d'aquesta idolatria és l'Església maradoniana. A l'Argentina i diverses parts del món existeix aquesta religió paròdica relacionada amb el culte a Maradona com Déu suprem. Per a ells, el 1961 és l'any 1 dD ('1 després de Diego'), i marca el començament de l'«Era Maradoniana». També durant el seu internament el 2004, molts fanàtics del jugador es van acostar a les portes de la Clínica Suïssa-Argentina i van aferrar a les parets cartells amb missatges de suport. Entre ells, van poder llegir-se missatges com: «Sempre viuràs, Déu no vol competència», «Barba (Déu): ja li donares una mà, estem esperant l'altra», «No afluixis que te n'assortiràs. No pots perdre. No t'oblidis que Maradona juga per a vós» o «Jesús va ressuscitar una vegada. Vós, milers». Es va realitzar un monument situat en el museu de Boca Juniors en honor seu i una estàtua situada en la ciutat de Bahía Blanca, de la mateixa manera com existeixen altres escultures arreu del món.
Si bé aquest fanatisme té els seus focus a l'Argentina i a Nàpols, la seva carrera futbolística ha estat reconeguda en nombroses ocasions. Diverses enquestes el situen entre els millors jugadors de la història. Es destaca una enquesta duta a terme per la FIFA l'any 2000 en el seu lloc d'Internet, en la qual va guanyar àmpliament amb el 53,60% dels vots (el van seguir amb el 18,53% Pelé i Eusebio amb el 6,21%). Va obtenir el tercer lloc en l'enquesta duta a terme entre els lectors de la revista FIFA Magazine i el Comitè de Futbol de la FIFA, darrere de Pelé i Alfredo Di Stéfano. Va ser triat també el Segon Millor Jugador del Món de tots els temps, solament després de Pelé (122 punts), en una votació feta pels guanyadors de la Pilota d'Or l'any 1999.
A més dels diferents reconeixements donats per organismes oficials i publicacions esportives de tot el món, Maradona va rebre un important reconeixement d'Argentinos Juniors. El 26 de desembre de 2003 el club del seu debut reinaugurà el seu estadi situat a La Paternal i que va anomenar Diego Armando Maradona, nom oficialitzat el 10 d'agost de 2004. També va ser premiat pel Senat de la Nació Argentina, quan el juny de 2005 li va atorgar el premi Domingo Faustino Sarment per la seva trajectòria.
Diversos artistes han homenatjat Diego Maradona a través de les seves cançons. És el cas del cantant de quartet Rodrigo Bueno, qui va interpretar el tema La mà de Déu. També van fer el mateix Los Piojos amb Maradó i Fito Páez amb I dona-li alegria al meu cor, Los Calzones amb Yo te sigo, Mano Negra amb Santa Maradona, Andrés Calamaro amb Maradona, Charly García amb Maradona blues, Los Ratones Paranoicos amb Para siempre, Attaque 77 amb Francotirador i Los Cafres amb Capitán Pelusa, entre d'altres.

### Afinitats polítiques
Maradona ha mantingut al llarg de diversos anys una intermitent però estreta relació amb l'expresident argentí Carlos Saúl Menem. El 1999 va festejar al seu costat el triomf en les eleccions presidencials del radical Fernando De La Rua, qui va obtenir més vots que el peronista Eduardo Duhalde, principal rival de l'expresident dintre del partit. També el va visitar mentre estava sota arrest domiciliari, l'any 2001, acusat per tràfic d'armes a Croàcia i l'Equador produït durant el seu govern. L'any 2000, Menem va estar present durant la presentació de la seva autobiografia Jo sóc el Diego, obra que fou dedicada, entre d'altres, a l'exmandatari.
En els últims anys, el jugador ha expressat el seu suport cap a diversos polítics d'esquerra. En iniciar el seu primer tractament de rehabilitació a Cuba, va entaular una amistat amb el líder cubà Fidel Castro, a qui ha donat suport públicament. També ha expressat admiració per l'argentí Ernesto Guevara, de qui va dir en la seva biografia, referint-se també a Jorge Rafael Videla: «Tipus com Videla fan que el nom de l'Argentina estigui brut fora; en canvi, el del Che ens hauria de fer sentir orgullosos». A més, té tatuat el rostre de Guevara al seu braç dret i el de Castro a una de les seves cames. També ha reconegut la labor del president argentí Néstor Kirchner, amb qui es reuní a l'agost de 2004.
El mes de novembre de 2005 Maradona va ser una de les figures principals del Cim dels Pobles, també anomenada contracim, en oposició al IV Cim de les Amèriques. La seva participació va començar el 3 d'aquest mes, quan va abordar l'Exprés de l'Alba, un tren que sortia des de Buenos Aires i transportava 160 passatgers que participarien en el contracim, entre els quals es trobava el llavors candidat a la presidència de Bolívia Evo Morales. El Cim dels Pobles, on es va manifestar l'oposició a l'ALCA i el repudi a George W. Bush, va comptar amb la presència del mateix Maradona, el president veneçolà Hugo Chávez, Silvio Rodríguez, Adolfo Pérez Esquivel i les Madres de la Plaza de Mayo. La seva participació va generar l'enuig de diversos dirigents polítics, entre els quals es trobava el president mexicà Vicente Fox.

### Litigis judicials
A més de les dues causes esmentades anteriorment, possessió de cocaïna l'any 1991 i l'agressió a diversos periodistes l'any 1994, Maradona ha estat implicat en problemes judicials que han estat dirimits tant judicialment com extrajudicialment. Si bé els que han tingut major publicitat són els relacionats amb el reconeixement de la paternitat, també n'ha tingut d'altres relacionats amb agressions o amb interessos purament econòmics.
Cristiana Sinagra va iniciar una demanda a Itàlia perquè Maradona reconegués la paternitat del seu fill, de nom Diego. El 6 de maig de 1992, després que Maradona es negués en tres oportunitats a realitzar-se la prova d'ADN, la jutgessa María Brega de Lucca va confirmar la paternitat, autoritzant Sinagra a utilitzar el cognom i ordenant el jugador argentí a passar-li una mensualitat de 4 mil dòlars. Pare i fill es van trobar per primera vegada el mes de maig de 2003 en un camp de golf de la ciutat italiana de Fiuggi, després que Diego Maradona Jr. enganyés la seguretat del lloc, i van conversar durant quaranta minuts. A pesar d'aquesta trobada i que la sentència va ser confirmada l'any 1995, Maradona mai el va reconèixer com a fill seu, i va manifestar a l'octubre de 2005 en el seu programa de televisió que «acceptar no és reconèixer. Tinc dues filles amb el meu amor de tota la vida: es diuen Dalma i Gianina. Estic pagant amb diners les meves equivocacions del passat. Un jutge em va obligar a donar-li diners, però no pot obligar-me a sentir amor per ell». A causa del retard en el pagament de la quota alimentària, Cristiana Sinagra va iniciar a principis de 2005 una demanda per efectuar el cobrament, el que va autoritzar la subhasta d'una propietat que Maradona posseïa a Moreno. Però després d'una sèrie de negociacions extrajudicials entre les parts, la subhasta es va suspendre.
No obstant això, Sinagra no és l'únic fill extramatrimonial no reconegut. El 1996 va néixer una filla, fruit de la seva relació amb Valeria Sabalaín, anomenada Jana. Després de negar-se novament a realitzar-se els exàmens d'ADN, la jutgessa Graciela Varela va determinar en primera instància, després que el jugador es negués en cinc oportunitats a realitzar-se la prova, que Maradona era el pare de la nena i la va autoritzar a dur el cognom i en el 2001 li va ordenar al jugador lliurar-li 2 mil pesos mensuals. La sentència va ser confirmada per la Sala I de la Cambra d'Apel·lacions, el 29 de juny de 2001. A causa del fet que mai va complir amb aquesta obligació, se li va iniciar una causa penal en la qual, després de pagar i de comprometre's amb una mensualitat de 2.700 pesos, va ser sobresegut. La justícia va comprovar que el responsable de realitzar els pagaments que exigiria la demandant era Guillermo Cóppola, i que era ell qui havia incomplert.
El 2003, va néixer un altre suposat fill del jugador argentí. Els pares del nen, Santiago Lara, serien Maradona i Natalia Garat, qui va morir al novembre de 2005. Garat va tenir una relació intermitent durant set anys. El 2014 van sortir els primers clams de paternitat.
Un altre dels seus problemes és amb el fisc italià, a qui el 2003 devia més de 29 milions d'euros, acusat d'evadir imposts durant els seus últims dos anys a Nàpols. No obstant això, el periodista Gianni Miná va expressar que els directius del S.S.C. Napoli van dir a diversos dels jugadors que fessin dos contractes, un com a futbolista i l'altre per l'explotació de la seva imatge. El Tresor va interpretar això com evasió, i com que Maradona no va demanar una empara com van fer diversos dels seus companys i existia una llei que amb els anys augmenta en forma important la suma deguda, el deute va arribar a la suma actual. Aquesta situació va dur que, després d'un pas per Itàlia el juny de 2006, la policia li segrestés dos rellotges valorats en 10 mil euros com a part de pagament del deute.
El mes de gener del 2006, mentre estava de vacances a la Polinèsia, va ser acusat de trencar-li un got en el cap a una dona després que aquesta tingués un altercat amb la seva filla Gianina, però l'inconvenient va ser solucionat extrajudicialment.
Després de finalitzar, l'any 2003, el seu vincle contractual amb el seu representant, Guillermo Cóppola, va començar un judici en el qual el jugador li reclama el pagament de 2 milions de dòlars, en concepte del guanyat, entre altres assumptes, en el seu partit homenatge. Després del fracàs de diverses audiències conciliatòries, la justícia argentina encara no s'ha pronunciat sobre l'assumpte.
Va estar acusat per lesions lleus al Fur Contravencional i de Faltes de la Ciutat de Buenos Aires, per danyar a una parella per envestir amb la seva camioneta una cabina telefònica. L'accident automobilístic es va produir el 10 de febrer de 2006, i segons la declaració d'alguns testimonis, Maradona va abandonar el lloc sense lliurar les seves dades ni els de la seva camioneta, cosa que obliga la llei de trànsit. No obstant això, l'ex jugador va declarar que mai va estar en el lloc de l'accident, un fet que confirmen altres testimonis. Després de no presentar-se en el jutjat després de cinc citacions, el jutge Gonzalo Rúa el va declarar «en rebel·lia» i va estendre una ordre de captura en la seva contra. Maradona en aquell moment es trobava fora del país, però quan arribà a l'aeroport d'Ezeiza provinent d'Itàlia, el 7 d'octubre del 2007, fou portat per la força al Juzgado Contravencional Nº 9, ubicat al barri de Palermo de la Ciutat de Buenos Aires.

## Estadístiques

### Clubs
Actualitzat a final de la carrera esportiva
| Club                            | Div.          | Temporada     | Lliga     | Lliga     | Lliga     | Copes     | Copes     | Copes     | Internacional | Internacional | Internacional | Total | Total | Total   | Mitjana golejadora |
| Club                            | Div.          | Temporada     | Part.     | Gols      | Assist.   | Part.     | Gols      | Assist.   | Part.         | Gols          | Assist.       | Part. | Gols  | Assist. | Mitjana golejadora |
| ------------------------------- | ------------- | ------------- | --------- | --------- | --------- | --------- | --------- | --------- | ------------- | ------------- | ------------- | ----- | ----- | ------- | ------------------ |
| AA Argentinos Juniors Argentina | 1a            | 1976          | 11        | 2         | 5         | –         | –         | –         | –             | –             | –             | 11    | 2     | 5       | 0,18               |
| AA Argentinos Juniors Argentina | 1a            | 1977          | 49        | 19        | 16        | –         | –         | –         | –             | –             | –             | 49    | 19    | 16      | 0,39               |
| AA Argentinos Juniors Argentina | 1a            | 1978          | 35        | 26        | 11        | –         | –         | –         | –             | –             | –             | 35    | 26    | 11      | 0,74               |
| AA Argentinos Juniors Argentina | 1a            | 1979          | 26        | 26        | 13        | –         | –         | –         | –             | –             | –             | 26    | 26    | 13      | 1,00               |
| AA Argentinos Juniors Argentina | 1a            | 1980          | 45        | 43        | 20        | –         | –         | –         | –             | –             | –             | 45    | 43    | 20      | 0,96               |
| AA Argentinos Juniors Argentina | Total club    | Total club    | 166       | 116       | 65        | 0         | 0         | 0         | 0             | 0             | 0             | 166   | 116   | 65      | 0,70               |
| CA Boca Juniors Argentina       | 1a            | 1981          | 40        | 28        | 17        | –         | –         | –         | –             | –             | –             | 40    | 28    | 17      | 0,70               |
| CA Boca Juniors Argentina       | 1a            | 1982          | –         | –         | –         | –         | –         | –         | –             | –             | –             | 0     | 0     | 0       | 0                  |
| FC Barcelona Catalunya          |               |               |           |           |           |           |           |           |               |               |               |       |       |         |                    |
| 1a                              | 1982-83       | 20            | 11        | 10        | 11        | 7         | 4         | 4         | 5             | 4             | 35            | 23    | 18    | 0,66    |                    |
| 1a                              | 1983-84       | 16            | 11        | 4         | 4         | 1         | 1         | 3         | 3             | 1             | 23            | 15    | 6     | 0,65    |                    |
| Total club                      | Total club    | 36            | 22        | 14        | 15        | 8         | 5         | 7         | 8             | 5             | 58            | 38    | 24    | 0,66    |                    |
| SSC Napoli Itàlia               | 1a            | 1984-85       | 30        | 14        | 5         | 6         | 3         | 3         | –             | –             | –             | 36    | 17    | 8       | 0,47               |
| SSC Napoli Itàlia               | 1a            | 1985-86       | 29        | 11        | 4         | 2         | 2         | 1         | –             | –             | –             | 31    | 13    | 5       | 0,42               |
| SSC Napoli Itàlia               | 1a            | 1986-87       | 29        | 10        | 3         | 10        | 7         | 4         | 2             | –             | –             | 41    | 17    | 7       | 0,41               |
| SSC Napoli Itàlia               | 1a            | 1987-88       | 28        | 15        | 10        | 9         | 6         | 6         | 2             | –             | –             | 39    | 21    | 16      | 0,54               |
| SSC Napoli Itàlia               | 1a            | 1988-89       | 26        | 9         | 10        | 12        | 7         | 2         | 12            | 3             | 8             | 50    | 19    | 20      | 0,38               |
| SSC Napoli Itàlia               | 1a            | 1989-90       | 28        | 16        | 13        | 3         | 2         | –         | 5             | –             | 1             | 36    | 18    | 14      | 0,50               |
| SSC Napoli Itàlia               | 1a            | 1990-91       | 18        | 6         | 3         | 4         | 2         | 5         | 4             | 2             | –             | 26    | 10    | 8       | 0,38               |
| SSC Napoli Itàlia               | 1a            | 1991-92       | Sancionat | Sancionat | Sancionat | Sancionat | Sancionat | Sancionat | Sancionat     | Sancionat     | Sancionat     | -     | -     | -       | -                  |
| SSC Napoli Itàlia               | Total club    | Total club    | 188       | 81        | 48        | 46        | 29        | 21        | 25            | 5             | 9             | 259   | 115   | 78      | 0,44               |
| Sevilla FC Espanya              | 1a            | 1992-93       | 26        | 5         | 9         | 4         | 2         | 4         | –             | –             | –             | 30    | 7     | 13      | 0,23               |
| CA Newell's Old Boys Argentina  | 1a            | 1993-94       | 5         | –         | 1         | –         | –         | –         | –             | –             | –             | 5     | 0     | 1       | 0                  |
| Cap equip                       |               | 1994-95       | Sancionat | Sancionat | Sancionat | Sancionat | Sancionat | Sancionat | Sancionat     | Sancionat     | Sancionat     | -     | -     | -       | -                  |
| CA Boca Juniors Argentina       | 1a            | 1995-96       | 24        | 5         | 8         | –         | –         | –         | –             | –             | –             | 24    | 5     | 8       | 0,21               |
| CA Boca Juniors Argentina       | 1a            | 1996-97       | 1         | –         | 1         | –         | –         | –         | –             | –             | –             | 1     | 0     | 1       | 0                  |
| CA Boca Juniors Argentina       | 1a            | 1997-98       | 5         | 2         | –         | –         | –         | –         | 1             | –             | 1             | 6     | 2     | 1       | 0,33               |
| CA Boca Juniors Argentina       | Total club    | Total club    | 70        | 35        | 26        | 0         | 0         | 0         | 1             | 0             | 1             | 71    | 35    | 27      | 0.49               |
| Total carrera                   | Total carrera | Total carrera | 491       | 259       | 163       | 64        | 40        | 30        | 33            | 13            | 15            | 589   | 311   | 208     | 0.53               |
| 1. 2. 3.                        |               |               |           |           |           |           |           |           |               |               |               |       |       |         |                    |

### Seleccions
Actualitzat a final de carrera esportiva.
| Selecció | Temporada     | Amistosos | Amistosos | Amistosos | Sud-amèrica(1) | Sud-amèrica(1) | Sud-amèrica(1) | Mundial(2) | Mundial(2) | Mundial(2) | Total | Total | Total   | Mitja golejadora |
| Selecció | Temporada     | Part.     | Gols      | Assist.   | Part.          | Gols           | Assist.        | Part.      | Gols       | Assist.    | Part. | Gols  | Assist. | Mitja golejadora |
| --- | ------------- | --------- | --------- | --------- | -------------- | -------------- | -------------- | ---------- | ---------- | ---------- | ----- | ----- | ------- | ---------------- |
| Sub-20 Argentina | 1977          | 2         | 1         | 2         | 3              | 0              | 1              | —          | —          | —          | 5     | 1     | 3       | 0,20             |
| Sub-20 Argentina | 1978          | 6         | 5         | 9         | —              | —              | —              | —          | —          | —          | 6     | 5     | 9       | 0,83             |
| Sub-20 Argentina | 1979          | 3         | 1         | 1         | 5              | 1              | 6              | 6          | 6          | 3          | 14    | 8     | 10      | 0,57             |
| Sub-20 Argentina | Total         | 11        | 7         | 12        | 8              | 1              | 7              | 6          | 6          | 3          | 25    | 14    | 22      | 0,56             |
| Adulta Argentina | 1977          | 3         | 0         | 0         | —              | —              | —              | —          | —          | —          | 3     | 0     | 0       | 0,00             |
| Adulta Argentina | 1978          | 1         | 0         | 0         | —              | —              | —              | —          | —          | —          | 1     | 0     | 0       | 0,00             |
| Adulta Argentina | 1979          | 6         | 2         | 3         | 2              | 1              | 0              | —          | —          | —          | 8     | 3     | 3       | 0,38             |
| Adulta Argentina | 1980          | 10        | 7         | 6         | —              | —              | —              | —          | —          | —          | 10    | 7     | 6       | 0,70             |
| Adulta Argentina | 1981          | 2         | 1         | 0         | —              | —              | —              | —          | —          | —          | 2     | 1     | 0       | 0,50             |
| Adulta Argentina | 1982          | 5         | 0         | 2         | —              | —              | —              | 5          | 2          | 0          | 10    | 2     | 2       | 0,20             |
| Adulta Argentina | 1983          | —         | —         | —         | —              | —              | —              | —          | —          | —          | 0     | 0     | 0       | 0,00             |
| Adulta Argentina | 1984          | —         | —         | —         | —              | —              | —              | —          | —          | —          | 0     | 0     | 0       | 0,00             |
| Adulta Argentina | 1985          | 4         | 3         | 0         | 6              | 3              | 3              | —          | —          | —          | 10    | 6     | 3       | 0,60             |
| Adulta Argentina | 1986          | 3         | 2         | 0         | —              | —              | —              | 7          | 5          | 5          | 10    | 7     | 5       | 0,70             |
| Adulta Argentina | 1987          | 2         | 1         | 1         | 4              | 3              | 0              | —          | —          | —          | 6     | 4     | 1       | 0,67             |
| Adulta Argentina | 1988          | 3         | 1         | 0         | —              | —              | —              | —          | —          | —          | 3     | 1     | 0       | 0,33             |
| Adulta Argentina | 1989          | 1         | 0         | 0         | 6              | 0              | 1              | —          | —          | —          | 7     | 0     | 5       | 0,00             |
| Adulta Argentina | 1990          | 3         | 1         | 2         | —              | —              | —              | 7          | 0          | 2          | 10    | 1     | 4       | 0,10             |
| Adulta Argentina | 1991          | —         | —         | —         | —              | —              | —              | —          | —          | —          | 0     | 0     | 0       | 0,00             |
| Adulta Argentina | 1992          | —         | —         | —         | —              | —              | —              | —          | —          | —          | 0     | 0     | 0       | 0,00             |
| Adulta Argentina | 1993          | 1         | 0         | 0         | 2              | 0              | 1              | 1          | 0          | 0          | 4     | 0     | 1       | 0,00             |
| Adulta Argentina | 1994          | 5         | 1         | 2         | —              | —              | —              | 2          | 1          | 1          | 7     | 2     | 3       | 0,29             |
| Adulta Argentina | Total         | 49        | 19        | 16        | 20             | 7              | 5              | 22         | 8          | 8          | 91    | 34    | 33      | 0,37             |
| Total carrera | Total carrera | 60        | 26        | 28        | 28             | 8              | 12             | 28         | 14         | 11         | 116   | 48    | 55      | 0,41             |
| (1) Inclou els partits del Sud-americà Sub-20 (1977-79); Copa Amèrica / Classificatòries Sud-americanes (1979-93).(2) Inclou els partits dels Copa Artemio Franchi (1993). |               |           |           |           |                |                |                |            |            |            |       |       |         |                  |

### Entrenador
Actualitzat a l'últim partit disputat el 30 d'octubre de 2020.
| Club | Temporada | Div.  | Dades estadístiques (1) | Dades estadístiques (1) | Dades estadístiques (1) | Dades estadístiques (1) | Dades estadístiques (1) |
| Club | Temporada | Div.  | Partits                 | PG                      | PE                      | PP                      | %                       |
| --- | --------- | ----- | ----------------------- | ----------------------- | ----------------------- | ----------------------- | ----------------------- |
| Mandiyú | 1994      | 1a    | 12                      | 1                       | 6                       | 5                       | 25%                     |
| Racing Club                                                                                                | 1995      | 1a    | 11                      | 2                       | 6                       | 3                       | 36.36%                  |
| Selecció argentina                                                                                         | 2008-10   |       | 24                      | 18                      | 0                       | 6                       | 75%                     |
| Al-Wasl | 2011-12   | 1a    | 23                      | 11                      | 3                       | 9                       | 52.18%                  |
| Al-Fujairah                                                                                                | 2017-18   | 2a    | 11                      | 7                       | 3                       | 1                       | 72.73%                  |
| Dorados de Sinaloa                                                                                         | 2018-19   | 2a    | 38                      | 20                      | 9                       | 9                       | 60.52%                  |
| Gimnasia de La Plata                                                                                       | 2019-20   | 1a    | 21                      | 8                       | 4                       | 9                       | 44.45%                  |
| Total | Total     | Total | 140                     | 67                      | 31                      | 42                      | 55.24%                  |
| (1) Inclou dades de la Segona Divisió d'EAU, Lliga Ascens MX, Primera Divisió de l'Argentina, Copa México. |           |       |                         |                         |                         |                         |                         |

## Palmarès

### Campionats estatals
- 1981, Primera divisió argentina - Boca Juniors (Argentina)
- 1983, Copa del Rei - FC Barcelona
- 1983, Copa de la Lliga - FC Barcelona
- 1983, Supercopa d'Espanya - FC Barcelona
- 1987, Scudetto - SSC Napoli (Itàlia)
- 1987, Copa d'Itàlia - SSC Napoli (Itàlia)
- 1990, Scudetto - SSC Napoli (Itàlia)
- 1990, Supercopa d'Itàlia - SSC Napoli (Itàlia)

### Campionats internacionals
- 1979, Copa Mundial de Futbol Juvenil - Selecció Argentina
- 1986, Copa del Món de Futbol de 1986 - Selecció Argentina
- 1989, Copa UEFA - SSC Napoli
- 1993, Copa Artemio Franchi - Selecció Argentina

### Participacions en Copes del Món
- Copa del Món de Futbol de 1982 - (Argentina) - 11è lloc
- Copa del Món de Futbol de 1986 - (Argentina) - Campió
- Copa del Món de Futbol de 1990 - (Argentina) - Subcampió
- Copa del Món de Futbol de 1994 - (Argentina) - 10è lloc

### Distincions individuals
- Millor jugador del Campionat del Món sots 20: 1979
- Màxim golejador del campionat argentí de futbol: 1978 Metropolitano, 1979 Metropolitano, 1979 Nacional, 1980 Metropolitano, 1980 Nacional
- Futbolista argentí de l'any pels periodistes: 1979, 1980, 1981, 1986
- Futbolista sud-americà de l'any, El Mundo, Caracas: 1979, 1986, 1989, 1990, 1992
- Guerin d'Oro: 1985
- Esportista argentí de l'any pels periodistes: 1986
- Millor jugador del Campionat del Món: 1986
- Campió de campions, L'Équipe: 1986
- Atleta de l'any, United Press: 1986
- Futbolista de l'any, Onze d'Or: 1986, 1987
- Futbolista de l'any, World Soccer Magazine, 1986
- Màxim golejador de la lliga italiana de futbol: 1987–88
- Pilota d'Or pels serveis al futbol, France Football: 1996
- Esportista argentí del segle pels periodistes: 1999
- Marca Leyenda: 1999
- Gol del Segle per la FIFA (1986 (2–1) vs Anglaterra; segon gol): 2002
- Futbolista del Segle per la FIFA (votació popular)